# Emilian Ionescu
Emilian V. Ionescu (n. 1897 – d. 1984) a fost un general român care a luptat în cel de-al Doilea Război Mondial.
A absolvit Școala Militară de Ofițeri de infanterie în 1916. A fost înaintat la gradul de locotenent-colonel la 1 aprilie 1937 și la gradul de colonel la 10 mai 1941.
Colonelul Emilian Ionescu a fost numit la 20 noiembrie 1944, prin decret regal, ca adjutant regal în cadrul Casei Militare Regale. A fost înaintat la gradul de general-colonel în rezervă la 21 august 1979.

## Decorații
- Ordinul „23 August” clasa a IV-a (10 august 1964) „pentru merite deosebite în opera de construire a socialismului, cu prilejul celei de a XX-a aniversări a eliberării patriei”[4]